# Koningsdag
Koningsdag [ˈkoːnɪŋzdɑx]  (deutsch Königstag) bzw. Koninginnedag [koːnɪˈŋɪnəˌdɑx]  (deutsch Königinnentag) ist Nationalfeiertag im Königreich der Niederlande. An diesem Tag feiern die Niederländer den Geburtstag des Königs. Seit 2014 wird er zu Ehren des Königs Willem-Alexander am 27. April (26. April, falls der 27. April ein Sonntag ist) gefeiert. Bis 2013 hieß er zu Ehren der Königin Koninginnedag und fand jährlich meist am 30. April statt.

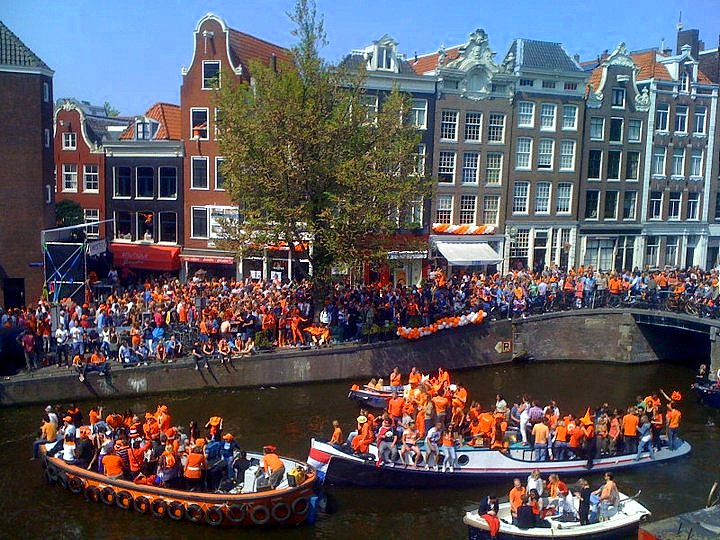
In Orange gekleidete Menschen an der Prinsengracht in Amsterdam (2010)

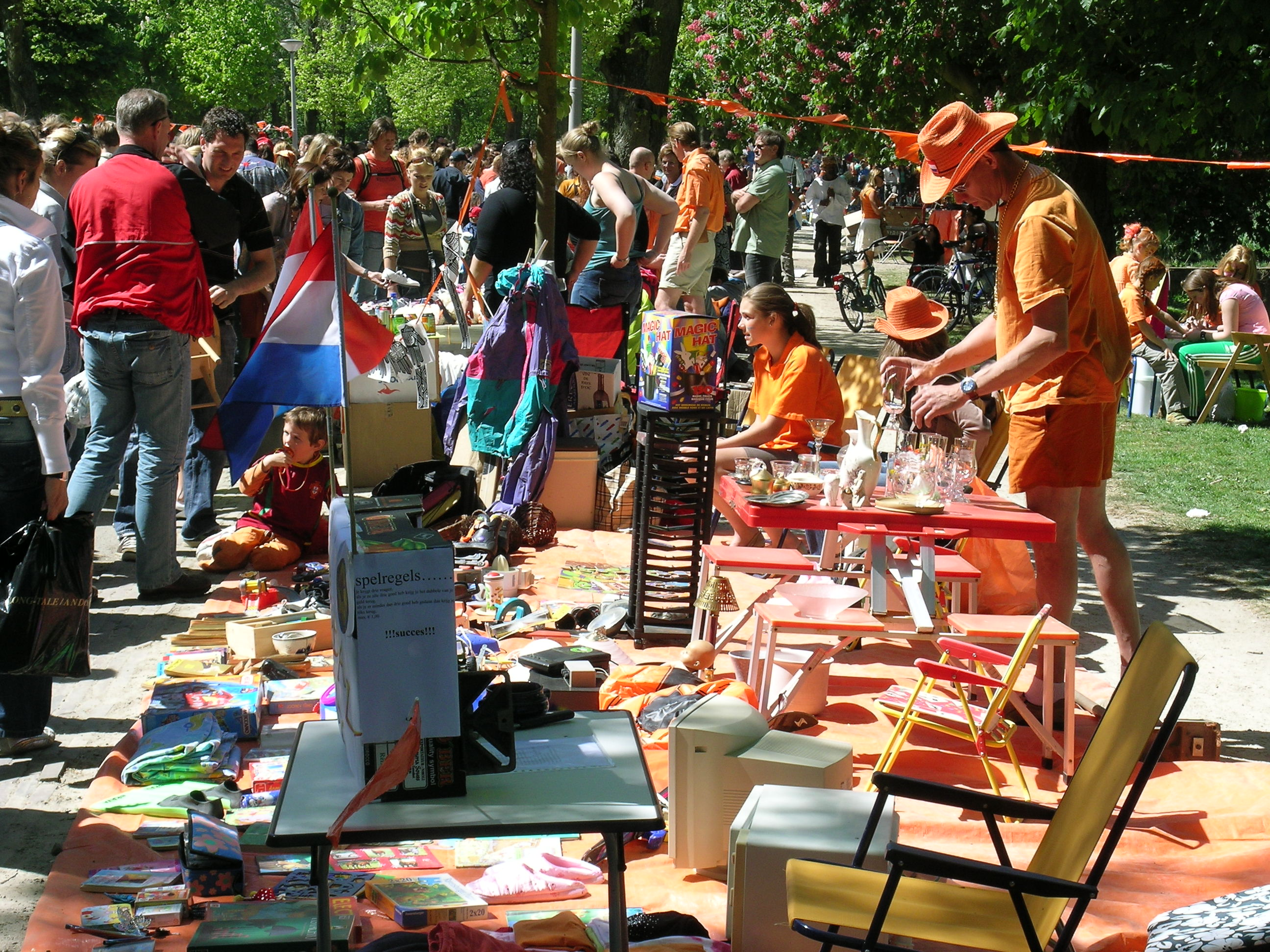
Ein Flohmarkt im Amsterdamer Vondelpark am Koninginnedag 2007

Aus diesem Anlass kleiden sich viele Niederländer in Orange (Farbe des Königshauses von Oranien) und feiern landesweit mit Paraden, Volksfesten und Konzerten. Charakteristisch sind die Flohmärkte, auf denen jeder verkaufen darf. Die Einkünfte dieses Tages sind steuerfrei. Neben der Amsterdam Gay Pride ist der Koningsdag in Amsterdam die größte Festveranstaltung. In einigen Städten wird auch die Koningsnacht am Vorabend gefeiert.

## Geschichte

### Der Prinsessedag und der Koninginnedag unter Königin Wilhelmina und Juliana (1889–1980)
1889 wurde der Tag erstmals als „Prinzessinnentag“ gefeiert, anlässlich des Geburtstages von Prinzessin Wilhelmina am 31. August. Der Tag wurde von der damaligen Regierung eingeführt, um die nationale Einheit zu bekräftigen und um damit die örtlichen Erntefeste zu ersetzen. Nach dem Tod König Wilhelms III. am 23. November 1890 ging die Krone auf Wilhelmina über und so wurde im Jahre 1891 der erste „Königinnentag“ gefeiert. Königin Wilhelmina und ihre Familie nahmen nicht an den Feierlichkeiten teil. Da der Königinnentag damals zugleich der letzte Tag der Schulferien war, entwickelte er sich auch zu einem Festtag für Kinder.

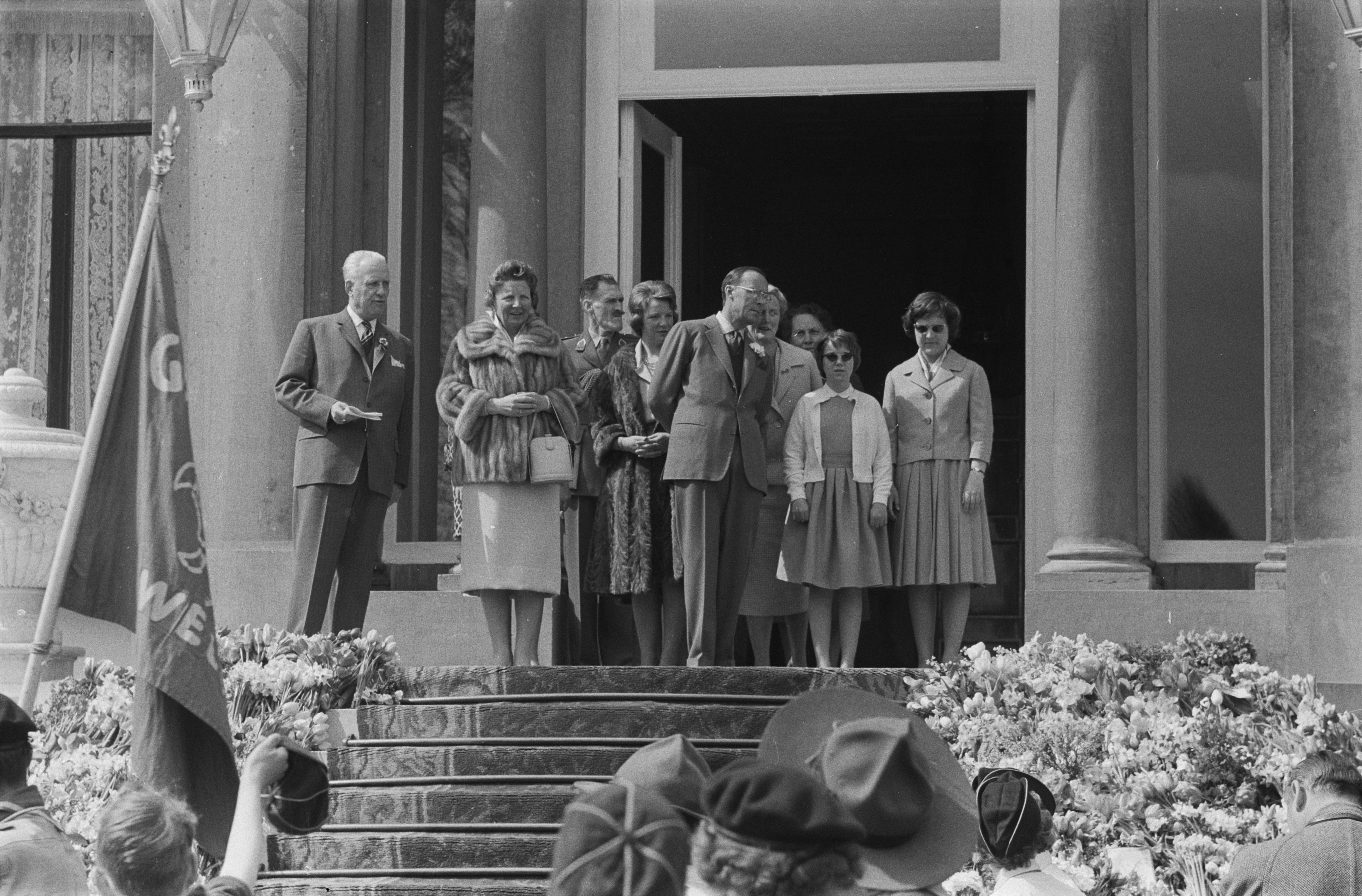
Die Königsfamilie beim großen Defilee am Palais Soestdijk zu Zeiten Königin Julianas, hier im Jahr 1960.

Als Prinzessin Juliana im September 1948 als Königin inthronisiert wurde, wurde der Koninginnedag 1949 auf ihren Geburtstag, den 30. April, verlegt. Bürger ehrten die Königin und ihre Familie mit einem kilometerlangen Defilee entlang der Freitreppe von Schloss Soestdijk mit Blumen und Geschenken. Dieses Blumendefilee wurde ab Mitte der 50er-Jahre im Fernsehen übertragen. Erst während der Regierung von Königin Juliana wurde der Königinnentag zu einem offiziellen Feiertag erklärt. Fiel der 30. April auf einen Sonntag, wurde dieser Feiertag früher auf den Montag verschoben und fiel dann mit dem Tag der Arbeit zusammen. Seit 1980 wurde er auf den Samstag vorverlegt.

### Der Koninginnedag unter Königin Beatrix (1981–2012)

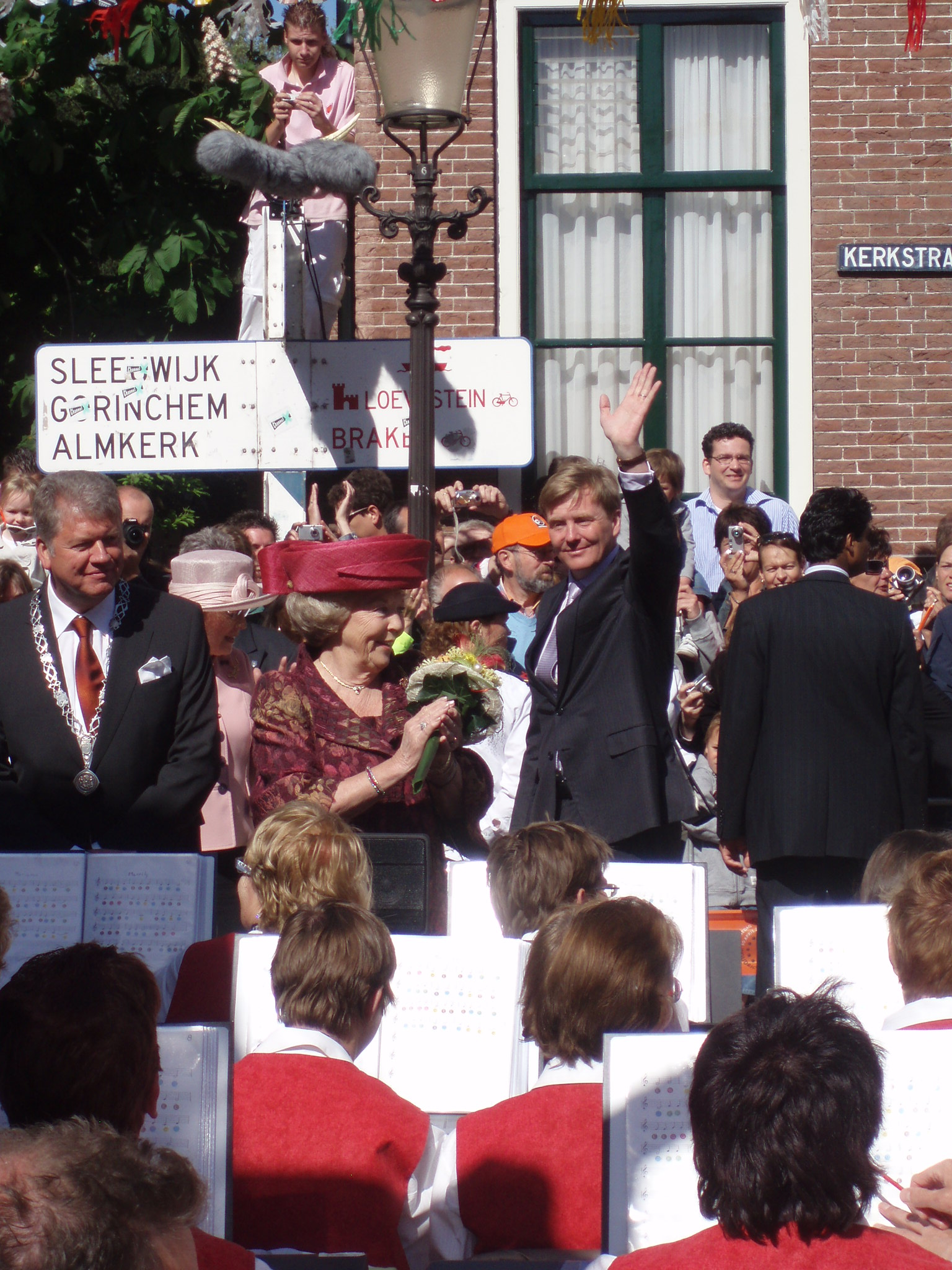
Königin Beatrix und Prinz Willem-Alexander am Koninginnedag 2007 in Woudrichem

In ihrer Thronrede anlässlich des Thronwechsels am 30. April 1980 legte Königin Beatrix fest, dass der 30. April im Gedenken an ihre Mutter, Königin Juliana, auch weiterhin Nationalfeiertag bleiben solle. Eine praktische Überlegung bei der Entscheidung, den Termin beim 30. April zu belassen und nicht auf den 31. Januar, Beatrix’ eigentlichen Geburtstag, vorzuverlegen, war die, dass die Festveranstaltungen am Königinnentag überwiegend unter freiem Himmel stattfinden und die Witterungsverhältnisse Ende April hierfür in aller Regel günstiger sind. Außerdem entschied sie, dass die Bürger nicht zu ihr kommen sollten, sondern dass sie stattdessen zu den Bürgern gehen werde. Seit 1981 finden daher keine Defilées mehr statt, sondern die Königin besuchte mit ihrer Familie die Feierlichkeiten in zwei Gemeinden einer Provinz. Dieser Besuch wurde durch die NOS im Radio und Fernsehen live ausgestrahlt, während im ganzen buntbeflaggten Land Straßenfeste mit Musik und „Oranje-Bitter“, einem orangefarbenen Likör, gefeiert wurden.
1987 fand am Koninginnedag ein letztes Defilee am Palais Soestdijk anlässlich der Goldenen Hochzeit von Königin Juliana und Prinz Bernhard statt.
1988 sorgte Königin Beatrix für Aufsehen, als sie nach den offiziellen Feierlichkeiten zum Koninginnedag mit der königlichen Familie unangekündigt in Amsterdam erschien und dort mit den Bürgern feierte, obwohl man sie zunächst für ein Double hielt. 2001 absolvierte Beatrix zum einzigen Mal während ihrer Regierung keine öffentlichen Auftritte am Koninginnedag, als die Besuche der Städte Meppel und Hoogeveen (Provinz Drenthe) wegen des Ausbruchs der Maul- und Klauenseuche abgesagt wurden.
Seit Mitte der 1990er Jahre artete in den niederländischen Großstädten dieser Festakt regelmäßig in Alkoholexzesse aus. Aufgrund dessen setzte sich die Königin für einen verantwortungsbewussten Alkoholkonsum ein. 2009 wurde vereinbart, den Ausschank erst ab 11.30 Uhr zu gestatten, um die Störung des Festbildes durch Trunkenbolde zu vermeiden.

#### Anschlag 2009 in Apeldoorn

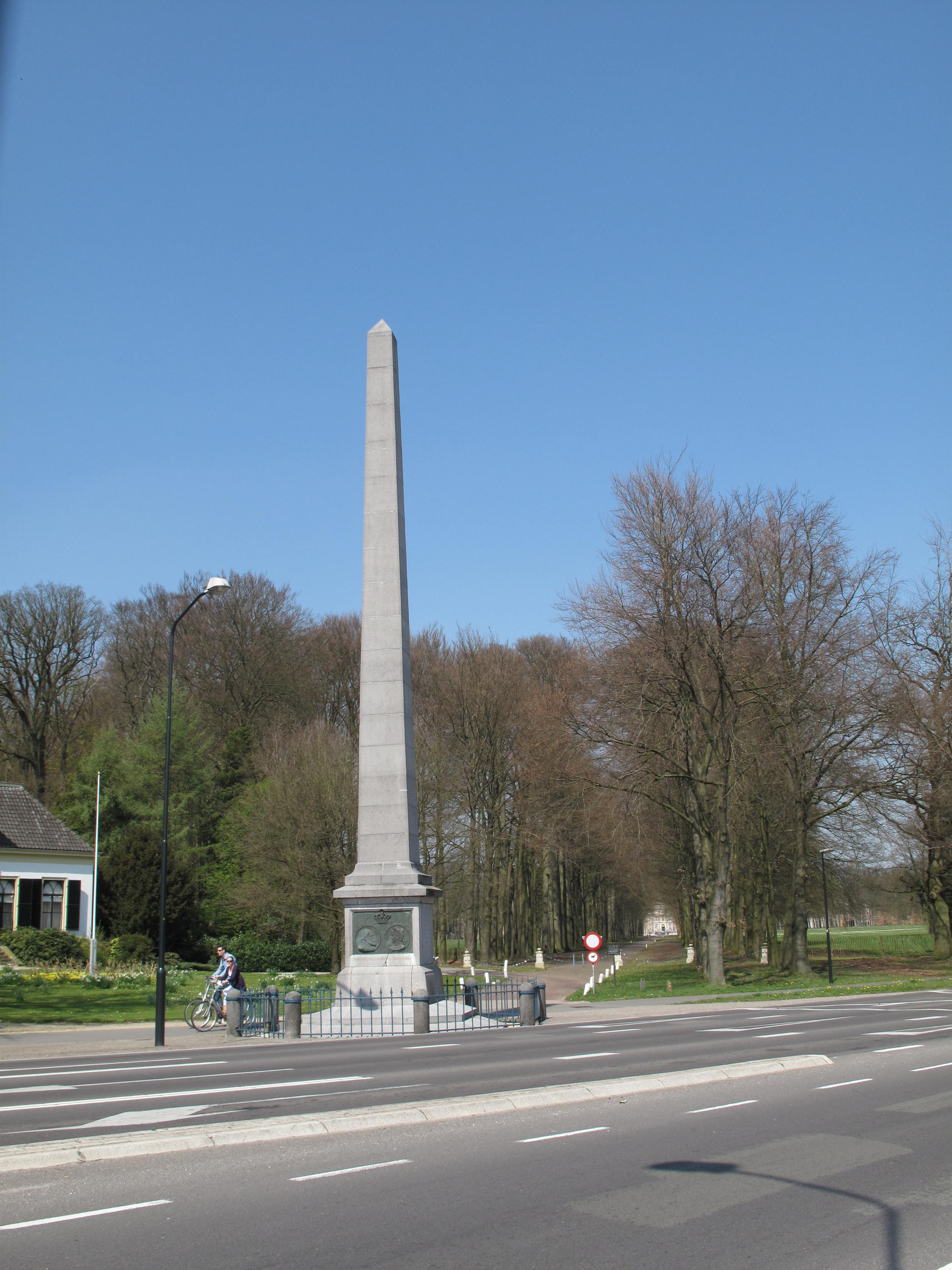
Apeldoorn, Denkmal: de Naald

Verlauf des Zwischenfalls: Die rote Linie stellt den Weg des Unfallfahrers dar, die orangefarbene Linie den der Königsfamilie

Als beim Koninginnedag am 30. April 2009 in Apeldoorn bei einer Parade zu Ehren der Königin um 11:51 Uhr ein 38-jähriger Niederländer einen schwarzen Suzuki Swift mit hoher Geschwindigkeit in eine Menschenmenge lenkte, gab es sieben Tote und neun Verletzte. Der Fahrer durchbrach zuerst die Absperrungen, erfasste mehrere Personen und rammte schließlich ein Denkmal. Zu diesem Zeitpunkt bewegte sich der offene Bus (Cabriobus) mit der königlichen Familie nur ca. 15 Meter entfernt auf der anderen Straßenseite.
Nach Auswertung von Fernsehbildern ging die Polizei von einem Anschlag aus, da der Fahrer nicht versucht hatte, sich aus dem Fahrzeug zu retten. Während einer ersten Vernehmung des Attentäters bestätigte dieser, dass die Königsfamilie sein eigentliches Ziel gewesen sei. Der schwer verletzte Täter verstarb in der Nacht nach dem Anschlag im Krankenhaus.
Das für den Nachmittag anlässlich des 100. Geburtstages von Königin Juliana († 20. März 2004) geplante Defilee am Palast Het Loo in Apeldoorn wurde aufgrund des Attentats abgesagt, ebenso wie viele andere Feiern im ganzen Land. Die Flaggen wurden auf halbmast gesetzt. Die PvdA sagte auch alle Feiern zum 1. Mai ab.

### Der Koningsdag unter König Willem-Alexander (seit 2014)

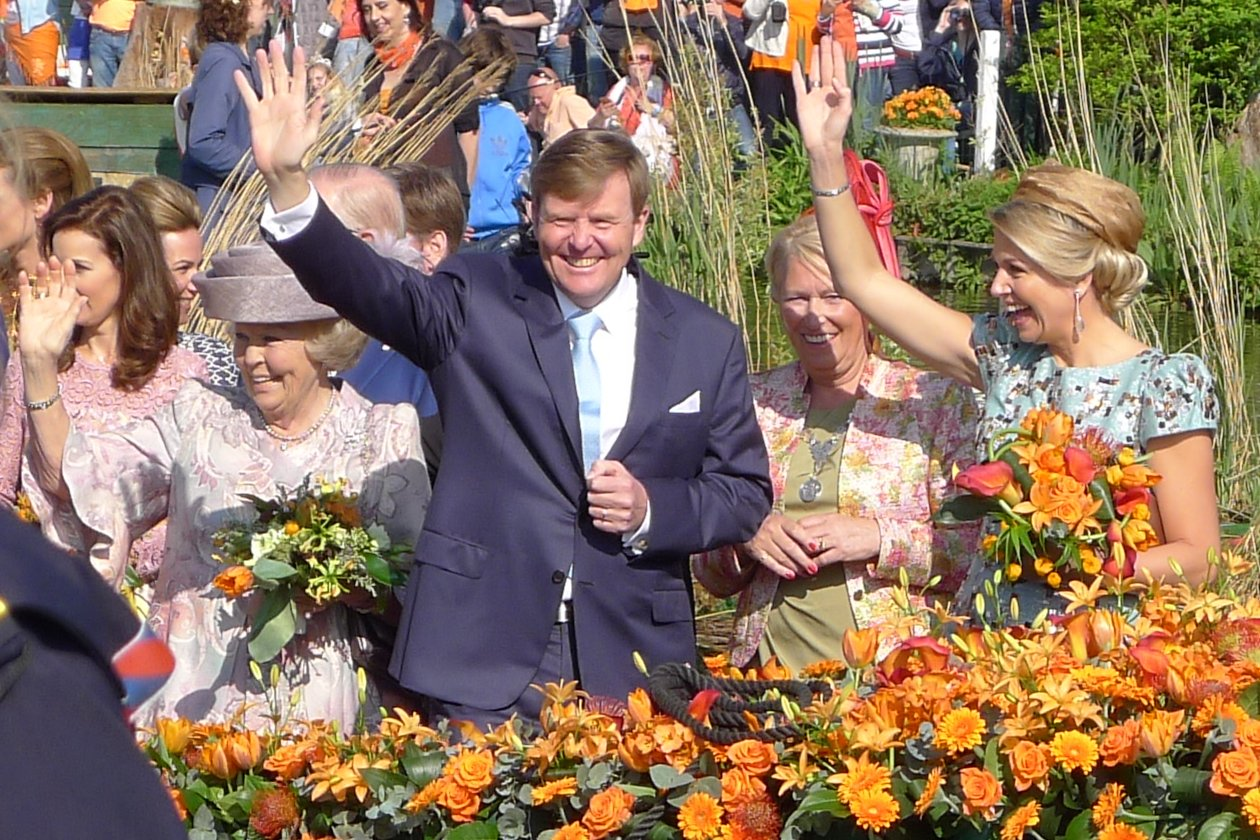
König Willem-Alexander, Königin Maxima und Prinzessin Beatrix feiern Koningsdag 2014 in De Rijp

Königin Beatrix dankte am 30. April 2013 zugunsten ihres Sohnes Willem-Alexander ab. Der Feiertag wird seit 2014 Koningsdag genannt und am 27. April, dem Geburtstag Willem-Alexanders, gefeiert. 2014 sowie 2025 wurde der Koningsdag bereits am 26. April gefeiert, weil der 27. April ein Sonntag war.
Am Koningsdag besucht König Willem-Alexander zusammen mit seiner Familie jeweils eine Gemeinde, die eine zentrale Funktion in der Region erfüllt. Die Stadt oder das Dorf und die umliegenden Orte versuchen, sich an diesem Tag von ihrer besten Seite zu präsentieren, etwa mit Straßenfesten, musikalischen Darbietungen und Beiträgen von Vereinen und Organisationen aus der Region. Der Besuch der Königsfamilie in einer Gemeinde wird live im Fernsehen übertragen.

## Liste der besuchten Gemeinden

### Von Königin Beatrix am Koninginnedag
- 1981: Veere und Breda
- 1982: Harlingen und Zuidlaren
- 1983: Lochem und Vaassen
- 1984: Den Haag
- 1985: Anna Paulowna, Callantsoog und Schagen
- 1986: Deurne und Meijel
- 1987: Breukelen
- 1988: Genemuiden und Kampen (und informell: Amsterdam)
- 1989: Goedereede und Oud-Beijerland
- 1990: Loppersum und Haren
- 1991: Buren und Culemborg
- 1992: Rotterdam
- 1993: Vlieland und Sneek
- 1994: Emmeloord und Urk
- 1995: Eijsden und Sittard
- 1996: Sint Maartensdijk und Bergen op Zoom
- 1997: Marken und Velsen
- 1998: Doesburg und Zutphen
- 1999: Houten und Utrecht
- 2000: Katwijk und Leiden
- 2001: Besuche der Städte Meppel und Hoogeveen wegen des Ausbruchs der Maul- und Klauenseuche abgesagt
- 2002: Hoogeveen und Meppel
- 2003: Wijhe und Deventer
- 2004: Warffum und Groningen
- 2005: Scheveningen
- 2006: Zeewolde und Almere
- 2007: Woudrichem und ’s-Hertogenbosch
- 2008: Makkum und Franeker
- 2009: Apeldoorn
- 2010: Wemeldinge und Middelburg
- 2011: Thorn und Weert
- 2012: Rhenen und Veenendaal
- 2013: Kein Besuch wegen Abdankung Königin Beatrix zugunsten Willem-Alexanders zum 30. April 2013.

### Von König Willem-Alexander am Koningsdag
- 2014: Amstelveen und Graft-De Rijp.
- 2015: Dordrecht
- 2016: Zwolle
- 2017: Tilburg
- 2018: Groningen
- 2019: Amersfoort
- 2020: Kein Besuch wegen der COVID-19-Pandemie
- 2021: Eindhoven
- 2022: Maastricht[11]
- 2023: Rotterdam
- 2024: Emmen (Drenthe)
- 2025: Doetinchem